# Superheterodynmottagare
Superheterodynmottagaren är en mottagare av radiosignaler som utnyttjar heterodynprincipen för att omvandla den avlyssnade radiofrekvensen till mottagarens förutbestämda mellanfrekvens. Resten av mottagaren är byggd för att enbart hantera radiosignaler på denna fasta mellanfrekvens. Då mellanfrekvensen var högre än det hörbara området kallades mottagaren för superheterodyn där "super" var en förkortning av engelskans "supersonic" som vid 1900-talets början betydde ultraljudsfrekvenser (betydelsen har sedan dess förändrats och betyder nu snabbare än ljudet).
Superheterodynmottagaren bör ej förväxlas med den äldre heterodynmottagaren där mellanfrekvensen ligger inom det hörbara området och alltså kan avlyssnas direkt genom att mata signalen till en högtalare eller hörlur. Heterodynmottagare används dock fortfarande inom vissa områden, som när man ska avlyssna mottaget ultraljud från t.ex. en fladdermus.
En dubbelsuper är en mottagare med två olika mellanfrekvenser i rad, se vidare nedan.
En viktig fördel är att med en låg mellanfrekvens kan man lättare bygga selektiva filter som utestänger oönskade radiostationer nära den avlyssnade frekvensen. En annan fördel är att man slipper göra en mängd frekvensberoende kretsar i mottagaren och ändra alla synkront när man vill lyssna på en annan sändarfrekvens.
Superheterodynmottagaren uppfanns och patenterades av Edwin Howard Armstrong 1918. Den slog igenom på allvar på 1930-talet. Ända sedan dess är i stort sett alla mottagare av radiosignaler superheterodyner. Det gäller apparater för rundradio, TV, kommunikationsradio, radiolänk med mera.

## Teknisk funktion
I mottagarens blandarsteg blandas antennsignalen multiplikativt med en frekvens fosc som alstras i mottagarens lokaloscillator. Enligt heterodynprincipen kommer då en radiostation på frekvensen fra att även uppträda på fra+ fosc samt på | fra– fosc|. Mottagarens efterföljande mellanfrekvenssteg är byggt för att enbart ta emot den fasta radiofrekvensen fmf. Bara de radiostationer som uppfyller villkoret | fra± fosc|= fmf kommer därför att kunna höras. När man vill lyssna på en annan radiofrekvens, ändrar man lokaloscillatorns fosc så att andra antennsignaler uppfyller villkoret | fra± fosc|= fmf.
Det finns alltid två olika fra som uppfyller villkoret | fra± fosc|= fmf. Mottagaren filtrerar redan i ingångssteget bort den ena frekvensen ur antennsignalen så att bara den andra når blandarsteget. Den oönskade frekvensen brukar kallas spegelfrekvens.

## Exempel med siffror
En klassisk mellanfrekvens i radiomottagare för långvåg, mellanvåg och kortvåg är 455 kHz. Låt oss för enkelhets skull säga 500 kHz, det vill säga 0,5 MHz. Antag nu att vi lyssnar på en mellanvågsstation på 1 MHz. För att omvandla 1 MHz till 0,5 MHz måste fosc vara antingen 0,5 MHz eller 1,5 MHz. Den lägre frekvensen är inte lämplig, eftersom den sammanfaller med vår mellanfrekvens. Alltså använder mottagaren fosc=1,5 MHz när vi lyssnar på 1 MHz.
Även en sändare på 2 MHz kommer med fosc=1,5 MHz att omvandlas till vår mellanfrekvens 0,5 MHz. 2 MHz är alltså den spegelfrekvens som vi behöver filtrera bort innan vi blandar antennsignalen med fosc. I detta fall ligger spegelfrekvensen dubbelt så högt som den frekvens vi vill lyssna på och är därför inte svår att filtrera bort.
Men antag att vi istället lyssnar på en sändare på 30 MHz i kortvågsbandets översta del. Med fosc=30,5 MHz hamnar spegelfrekvensen på 31 MHz. En sändare på spegelfrekvensen ligger här bara 3 % ifrån den frekvens vi vill lyssna på. Det är svårt att göra ett filter som effektivt tar bort den ena frekvensen men inte den andra ur antennsignalen när de ligger så nära varandra.

## Mottagare med flera mellanfrekvenser
Avancerade mottagare arbetar ofta med två (eller flera) mellanfrekvenser efter varandra. Först används en hög mellanfrekvens för att få ett stort och lättfiltrerat avstånd mellan lyssnings- och spegelfrekvensen. Därefter blandas signalen vidare ner till en andra, betydligt lägre mellanfrekvens där man kan åstadkomma god selektivitet (särskiljningsförmåga) mellan närliggande radiostationer. En mottagare med två mellanfrekvenser kallas ibland dubbelsuper (engelska dual conversion). En trippelsuper har tre olika mellanfrekvenser i rad.

## Uppbyggnad av radiomottagare

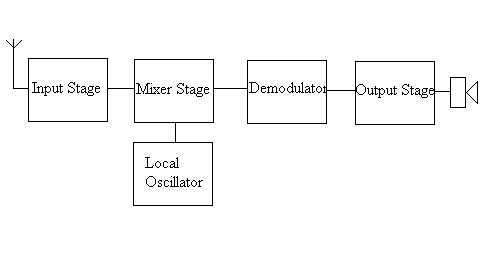
En radios blockschema.

Vidstående bild visar blockschemat över en radiomottagare. Principen kallas supeheterodyn och innebär att inkommande signal blandas ner med hjälp av lokaloscillatorn, LO, till en mellanfrekvens, MF. Blandningen ger två frekvenser ut. Dessa är:
{\displaystyle f_{1}=f_{in}+fo\ }
respektive
{\displaystyle f_{2}=f_{in}-fo\ }
Själva blandningen går teoretiskt till på så sätt att logaritmisk addition innebär en multiplikation. Man kan till exempel addera två strömmar kring Vbe hos en transistor och få produkten ut. Produkten ut kan sedan skrivas som en summa av de två signalerna vars frekvens är summan respektive differensen.

### Ingångssteget

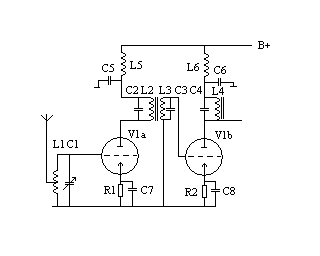
En radios ingångssteg.

Ingångssteget (en. Input Stage) förstärker i kaskad inkommande signal en faktor 250. Eftersom vi har en signalnivå kring 4 μV i antennen är vi då uppe i cirka 1 mV.
Automatisk förstärkningsreglering(AGC) är vanlig i radio tillverkade efter år 1950.
Spolen L1 och kondensatorn C1 bildar en parallellresonanskrets vid önskad frekvens som kan ändras av C1 vars resonansfrekvens blir:
{\displaystyle f_{0}={\frac {1}{2\pi {\sqrt {LC}}}}}
Resonanskretsen är av sådan typ att den har en mycket hög impedans för "vald" frekvens. Detta får till följd att bara resonansfrekvensen kommer att förstärkas. Det är dock viktigt med stort Q-värde så att bara vald frekvens plus/minus sidoband selekteras. Q-värdet definieras som:
{\displaystyle Q={\frac {R_{p}}{w_{0}L}}}
där Rp är impedansen över parallellresonanskretsen. En slags förlustimpedans med andra ord.
Resonanskretsarna C2L2, C3L3 och C4L4 finns där för att begränsa bruset som annars skulle förstärkas vid dessa höga frekvenser.

### Blandningssteget

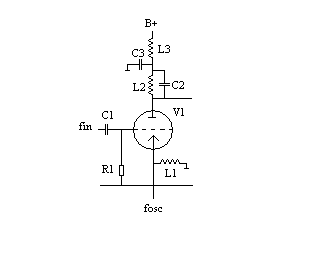
En radios blandningssteg.

Blandningssteget (en. Mixer Stage) blandar inkommande signal med lokaloscillatorn (en. Local Oscillator). Detta genererar främst summa respektive differenssignaler enligt ovanstående inledning.

#### Matematisk beskrivning
Ingångarna är i det enklaste fallet sinussignaler representerade som:
{\displaystyle v_{i}(t)=A_{i}\sin 2\pi f_{i}t\,}
Där A är en amplitud, varje f en frekvens och t representerar tiden. En vanlig approach för att addera och subtrahera frekvenserna är att multiplicera de två signalerna som, enligt trigonometriska principer blir:
{\displaystyle \sin(A)\cdot \sin(B)\equiv {\frac {1}{2}}\left[\cos(A-B)-\cos(A+B)\right]}
Då har vi:
{\displaystyle v_{1}(t)v_{2}(t)={\frac {A_{1}A_{2}}{2}}\left[\cos 2\pi (f_{1}-f_{2})t-\cos 2\pi (f_{1}+f_{2})t\right]}
där f1+ f2 respektive f1- f2 ingår.

#### Mellanfrekvenssteg
Efter blandaren följer ett eller flera mellanfrekvenssteg. Dessa innehåller filter som släpper igen signaler med frekvens nära mellanfrekvensen.

### Lokaloscillatorn

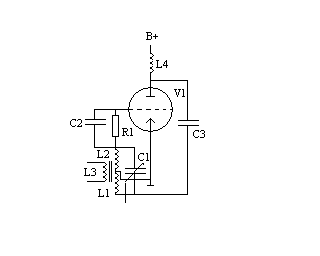
En radios lokaloscillator.

Lokaloscillatorn (en. Local Oscillator) genererar en frekvens som ändras i takt med att ingångsstegets resonanskrets ändras. Detta för att generera en mellanfrekvens (en. IF) som är konstant. 
Man måste med andra ord använda en variabel kondensator med dubbla kapacitanser.
Bilden visar en Hartley-oscillator. Frekvensen bestäms av L1, L2 och C1.  C1 har oftast samma kapacitans som C1 i ingångssteget (vridkondensator med två sektioner). Fta för att vidmakthålla konstant mellanfrekvens  är C1 i lokaloscillatorn serie- eller parallellkopplad med en fast kondensator(IF).
I radioapparater med rör användes ofta en triodheptod gemensam för lokaloscillator och blandarsteg.

### Detektorn

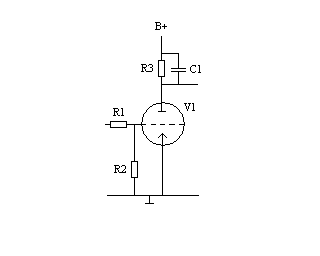
En radios demodulator.

Detektorn (en. Demodulator) gör om signalen beroende på dess moduleringssätt. Olika moduleringssätt är till exempel de analoga AM (Amplitudmodulering) och FM (Frekvensmodulering) samt de digitala FSK (en. Frequency-shift keying) och PSK (en. Phase-shift Keying). Här avses frekvensmodulation och FM-bandet dvs (88 MHz – 108 MHz).
Detektorn är tänkt att fungera som så att gallerlikriktning sker när signalen går positiv och förstärks när den går negativ. Samtidigt kommer högre frekvens ge en högre spänning ut. Detta steg hade kunnat realiserats med en vanlig diod.

### Utgångssteget

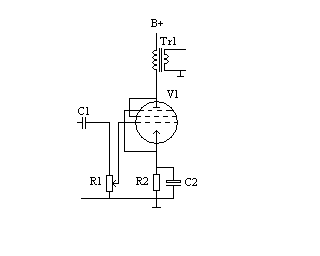
En radios utgångssteg.

Utgångssteget (en. Output Stage) förstärker signalen ytterligare samt driver en högtalare. 
Transformatorn Tr1 är lämpligen på cirka 50 H och har ett varvtalsförhållande på 1:35 för att generera en effektiv last på den triodkopplade pentoden V1 på 10 kΩ (vid 8 Ω högtalare).

### Spänningsförsörjningen

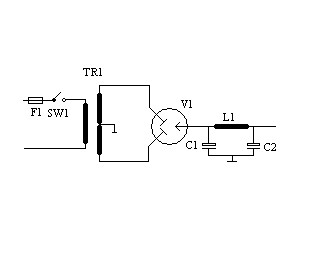
En radios spänningsförsörjning.

Spänningsförsörjningen (en. Supply) tillhandahåller alla nödvändiga spänningar. I vidstående figur har dock matningen för glödtrådarna uteslutits. Dessa bör vara två till antalet och inte sällan 6,3 V. Det är lämpligt att få fatt i en toroidtransformator med delad primär samt vända på den och använda den i kopplingen. I och med att det är en toroid så kan man själv linda önskad glödtrådsspänning (efter att först ha testat hur många volt ett visst antal varv ger och sedan lägga på typ 10 % för förluster).
C1, L1 och C2 utgör ett så kallat pi-filter där det likriktade medelvärdet av den pulserande inspänningen kommer ut som filtrerad utsignal. I fallet ovan har vi alltså cirka 115 V ut.